# Kanton Troyes-4
Troyes-4 is een kanton van het Franse departement Aube. Het kanton maakt deel uit van het arrondissement Troyes. Het telt 21.588 inwoners in 2018.

## Gemeenten
Het kanton Troyes omvatte tot 2014 de volgende gemeenten:
- Barberey-Saint-Sulpice
- La Chapelle-Saint-Luc (deels)
- Le Pavillon-Sainte-Julie
- Payns
- Saint-Lyé
- Troyes (deels, hoofdplaats)
- Villeloup

Na de herindeling van de kantons bij decreet van 21 februari 2014, met uitwerking op 22 maart 2015 omvat het kanton de gemeenten : 
- Pont-Sainte-Marie
- Troyes (hoofdplaats) (oostelijk deel)
- Saint-Julien-les-Villas
- Saint-Parres-aux-Tertres